# ソニー・グリア
ソニー・グリア（Sonny Greer、1895年12月13日 - 1982年3月23日）は、アメリカのジャズ・ドラマーにしてボーカリストであり、デューク・エリントンとの仕事で最もよく知られている。

## 略歴
グリアはアメリカ合衆国ニュージャージー州ロングブランチで生まれ、1919年に出会ったデューク・エリントンと合流する前には、ワシントンD.C.のエルマー・スノーデンのバンドとハワード・シアターのオーケストラで演奏した。彼はエリントンの最初のドラマーとなり、彼のクインテットであるワシントニアンズと一緒に演奏し、エリントンと共にコットン・クラブに移った。インディアナ州の「リーディー・ドラム・カンパニー (Leedy Drum Company)」でデザイナーとして働いた結果、グリアはチューブラーベル、ゴング、ティンパニ、ヴィブラフォンを含む当時3,000ドル以上の価値がある巨大なドラムセットを構築することができた。
グリアは大酒飲みであり、ビリヤード場のハスラー（質屋からドラムを回収する必要があったとき）でもあった。1950年、エリントンはスカンディナヴィア・ツアーに2人目のドラマーであるブッチ・バラードを連れて行くことで、彼の飲酒と時としてある信頼性の低さに応じた。このことがグリアを激怒させ、結果として生じた筋を通すための議論が、彼らの恒久的な疎遠へとつながった。
グリアは主にフリーランスのドラマーとして演奏を続け、ジョニー・ホッジス、レッド・アレン、J・C・ヒギンボザム、タイリー・グレン、ブルックス・カーなどのミュージシャンと仕事をしたり、映画に出演したり、自分のバンドを短期間率いたりした。グリアは「A Great Day in Harlem（ハーレムの素晴らしい日）」として知られるアート・ケインによる1958年のモノクロ写真に登場した。1974年にエリントンへのトリビュートの一部となり、アメリカで大きな成功を収めた。
グリアは1982年3月23日、マンハッタンのレノックス・ヒルで心筋梗塞により死亡し、ニューヨーク市ブロンクス区のウッドローン墓地に埋葬されている。

## ディスコグラフィ

### デューク・エリントン
- Duke Ellington (1957年、RCA Victor)
- The Duke in London (1957年、Decca)
- At the Cotton Club (1958年、RCA Camden)
- Caravan (1958年、RCA Victor)
- Jazz Cocktail (1958年、Columbia)
- Johnny Come Lately (1967年、RCA Victor)
- The Duke Ellington Carnegie Hall Concerts, January 1943 (1977年、Prestige)

### ジョニー・ホッジス
- 『キャッスル・ロック』 - Castle Rock (1955年、Norgran)
- 『クリーミー』 - Creamy (1955年、Norgran)

### その他
- バーナード・アディソン : High in a Basement (1961年、77 Records)
- ルイ・アームストロング :Town Hall (1957年、RCA Victor)
- アール・ハインズ : 『ワンス・アポン・ア・タイム』 - Once Upon a Time (1966年、Impulse!)
- ライオネル・ハンプトン : Lionel Hampton (1958年、RCA Victor)
- ルーニー・ジョンソン : Playing with the Strings (2004年、JSP)
- ブルックス・カー : Soda Fountain Rag (1974年、Chiaroscuro)
- オスカー・ペティフォード : Oscar Rides Again (2008年、Proper) ※コンピレーション
- レックス・スチュワート、クーティ・ウィリアムス : Tea and Trumpets (1955年、His Master's Voice) ※EP
- ヴィクトリア・スピヴィー : The Queen and Her Knights (1965年、Spivey)
- ジョッシュ・ホワイト : Sings Ballads, Blues (1957年、Elektra) ※日本盤CDは『ジョッシュ・アット・ミッドナイト』との2in1で再発